# Comuna de Antioquía
La comuna de Antioquía fue una comuna medieval en el Principado de Antioquía. Se formó en 1194 en el palacio de justicia de la Iglesia de san Pedro por una congregación de ciudadanos encabezada por el patriarca latino, Rafael II. El príncipe, Bohemundo III, estaba en ese momento prisionero de León II de Armenia, y los ciudadanos habían expulsado a los armenios que llegaron a ocupar la ciudad. La comuna, con sus miembros elegidos, se hizo cargo de la administración. Para legalizar su posición, rápidamente rindieron homenaje al hijo mayor y regente de Bohemundo III, Raimundo, quien les dio un reconocimiento formal.
A pesar de la simpatía de la Iglesia latina por la comuna, es más probable que la idea surgiera de los comerciantes genoveses y pisanos, que estaban ansiosos por el futuro de su comercio bajo una dominación armenia; los italianos estaban mucho más familiarizados con las comunas que los franceses en cualquier caso. Fueron los griegos, sin embargo, quienes pronto tomaron un papel de liderazgo.